# Нена (суперконтинент)
Не́на (NENA) — стародавній відносно невеликий суперконтинент, який складався з кратонів Арктики, Балтики та Східної Антарктиди.
Нена існував близько 1,8 млрд років тому, континент був частиною глобального суперконтинента Колумбія. Нена це акронім, який є похідним від Північної Європи та Північної Америки (Northern Europe and North America — NENA).